# Piotr Kmita Sobieński

Das Adelswappen des Grafen Kmita Sobieński, Wappengemeinschaft Szreniawa

Graf Piotr Kmita Sobieński (* 1477; † 1553) aus dem Adelsgeschlecht derer von Kmita war ein polnischer Adeliger und Staatsmann.

## Leben
Piotr gehörte der Wappengemeinschaft Szreniawa an und bekleidete im Königreich Polen verschiedene Ämter, so war er unter anderem Großmarschall der polnischen Krone, Wojewode und Kastellan.
Seine Jugend verbrachte er am Hof des römisch-deutschen Kaisers Maximilian I., an dessen Heerzügen er teilnahm. Nach seiner Rückkehr in die Heimat, kämpfte er gegen die Krimtataren 1512, die Russen in der Schlacht bei Orscha 1514 und den Deutschen Orden im Reiterkrieg 1520. Im Jahr 1522 war er Mitglied der polnischen Delegation für den römisch-deutschen Reichstag in Nürnberg, wo er mit den einflussreichsten Persönlichkeiten des Reiches in Kontakt kam, und als Folge erhob ihn Kaiser Karl V. in den Reichsgrafenstand 1523. Er war einer der politischen Verbündeten der Königin Bona, und unterstützte ihren Plan nach der Schlacht bei Mohács, 1526, im Königreich Ungarn der antihabsburgischen Opposition unter Johann Zápolya zur Macht zu verhelfen. Er wurde 1532 durch die Unterstützung der Königin in das Amt des Kastellans von Sandomir berufen, dem ein Jahr später, 1533, das Amt eines Kastellans von Krakau folgte, schließlich kam das Amt eines Wojewoden der Wojewodschaft Sandomir hinzu, welche er 1536 gegen die Wojewodschaft Krakau eintauschte. Obwohl er in der Innenpolitik an der Seite der Königin stand, vertrat er auch die Interessen des Mittleren Adels der Szlachta.
Piotr war ein Kulturmäzen und ein Gegner der Reformation. Sein Hof in Nowy Wiśnicz war eines der Hauptzentren der polnischen Renaissance und erweckte bei vielen Gelehrten seiner Zeit Bewunderung, so widmete Erasmus von Rotterdam ihm seine Werke.